# La Jeune Peinture Belge
La Jeune Peinture Belge (französisch für junge belgische Malerei) war eine belgische Künstlervereinigung.
La Jeune Peinture Belge wurde am 3. Juli 1945 von jungen belgischen Künstlern wie René Barbaix, Gaston Bertrand, Jan Cox, Louis Van Lint, Anne Bonnet,  Marc Mendelson und anderen in Brüssel gegründet. Zu den Mitbegründern und Mitgliedern zählten nicht nur Künstler, sondern auch Industrielle und Rechtsanwälte. Weitere Mitglieder waren zum Beispiel James Ensor, Jan Burssens und Pierre Alechinsky.
Ziel der Jeune Peinture Belge war es, jungen belgischen Künstlern die Teilnahme an wichtigen Ausstellungen im In- und Ausland zu ermöglichen und deren Arbeit zu fördern. Es wurden Ausstellungen u. a. in Amsterdam, Bordeaux, Brüssel, Stockholm und Zürich organisiert.
Die Gruppe hatte keinen einheitlichen Kunststil: vom Post-Expressionismus bis zur Abstrakten Kunst in allen Ausdrucksformen – Lyrische Abstraktion, Geometrische Abstraktion – war alles vertreten. 
Die Gruppe bestand unter diesem Namen offiziell bis 1948. Im Jahr 1950 wurde als „La Jeune Peinture Belge – Fondation René Lust“ eine neue Vereinigung gegründet, die die jährliche Verleihung des Preises „Prix Jeune Peinture Belge“ (für Malerei) und alle drei Jahre die Verleihung des Preises „Prix Jeune Sculpture Belge“ (für Bildhauerei) übernahm.